# یواس‌اس کلبرن (ای‌پی‌ای-۷۳)
یواس‌اس کلبرن (ای‌پی‌ای-۷۳) (به انگلیسی: USS Cleburne (APA-73)) یک کشتی بود که طول آن ۴۲۶ فوت (۱۳۰ متر) بود. این کشتی در سال ۱۹۴۴ ساخته شد.